# Lenhovda IP
Lenhovda IP är en idrottsplats i Lenhovda i Sverige. Inom Lenhovda IP:s område ligger två 11-mannaplaner för fotboll, en sjumannaplan för fotboll, en ishall, en tennisbana och två volleybollplaner.